# 208996 Áclis
 208996 Áclis (designação provisória: (208996) 2003 AZ84) é um objeto transnetuniano classificado como plutino, o que significa que está em ressonância orbital 2:3 com o planeta Netuno. Ele possui uma magnitude absoluta de 3,8 e tem um diâmetro estimado com cerca de  727,0+61,9
−66,5 km ou 686 ± 96 km.O astrônomo Mike Brown lista este corpo celeste em sua página na internet como um provável planeta anão.

## Descoberta
Áclis foi descoberto no dia 13 de janeiro de 2003 pelos astrônomos C. Trujillo, M. Brown no Observatório Palomar.

## Nome
Em 30 de junho de 2025, o objeto recebeu o nome de Áclis, em homenagem à deusa da tristeza e do sofrimento no antigo poema épico grego "O escudo de Hércules". Na Ilíada de Homero, "áclis" se refere à névoa que cobre os olhos dos moribundos.

## Órbita
A órbita de Áclis tem uma excentricidade de 0,17414 e possui um semieixo maior de 39,668 UA. O seu periélio leva o mesmo a uma distância de 32,760 UA em relação ao Sol e seu afélio a 46,576 UA. Atualmente está a 45,0 UA do Sol.

## Características físicas
O Telescópio Espacial Spitzer estimou um diâmetro de 686 ± 96 km para Áclis, enquanto uma análise combinando dados do Spitzer e do Telescópio Hershel estima um valor maior de 727,0+61,9
−66,5 km. Uma ocultação estelar em 2010 mediu um diâmetro mínimo de 573 ± 21 km. De acordo com Mike Brown, seu descobridor, 2003 AZ84 é provavelmente um planeta anão.

## Satélite
Em 22 de fevereiro de 2007 foi anunciado na IAUC 8812 a descoberta de um satélite orbitando Áclis. O mesmo recebeu a designação provisória de S/2007 (208996) 1. Esse foi observado a uma separação de 7 200 km e uma diferença de magnitude aparente de 5,0. Estima-se que ele tenha 68 ± 20 km de diâmetro. e orbita o corpo primário a uma distância de 7200 ± 300 km.